# Maria Rye
Maria Susan Rye (Londres, 1829 - Hertfordshire, 1903) fue una filántropa, reformadora social y promotora de la emigración de Inglaterra, especialmente de las mujeres jóvenes que vivían en los asilos de Liverpool, hacia las colonias del Imperio Británico, especialmente Canadá.

## Biografía
Nació en Golden Square, en el centro de Londres, el 31 de marzo de 1829. Era la mayor de los nueve hijos de Edward Rye, abogado y bibliófilo, y Maria Tuppen. Edward Rye de Baconsthorpe, Norfolk, era su abuelo. De sus hermanos, Edward Caldwell Rye era entomólogo, y Walter Rye, abogado, anticuario y atleta, publicó obras sobre la historia y la topografía de Norfolk y fue alcalde de Norwich en 1908-1909. Rye recibió su educación en casa y leyó por sí misma en la gran biblioteca de su padre.

### Trayectoria profesional
Bajo la influencia del padre de Charles Kingsley, entonces vicario de St Luke's Church, se dedicó cuando tenía dieciséis años al trabajo parroquial en Chelsea. La falta de oportunidades de empleo para las mujeres fuera de la profesión docente le impresionó mucho. Sucendió a Mary Howitt, convirtiéndose en secretaria de la asociación para promover el proyecto de ley de propiedad de las mujeres casadas, Married Women's Property bill, que fue presentado por Thomas Erskine Perry en 1856, aunque no fue aprobado por completo hasta 1882 .
Se unió a la Sociedad para la Promoción del Empleo de la Mujer en su fundación, pero, al desaprobar el movimiento de sufragismo en Reino Unido  que apoyaban los miembros principales, pronto la abandonó. En 1859, emprendió un negocio de papelería privada en el número 12 de Portugal Street, Lincoln's Inn, para dar empleo a niñas de clase media. Al mismo tiempo, ayudó a establecer la imprenta Victoria Press, en asociación con su negocio en 1860 (a cargo de Emily Faithfull ), y la agencia de empleo y la escuela de telégrafos en Great Coram Street, con Isa Craig como secretaria. La escuela de telégrafos anticipó el empleo de niñas como empleadas de telégrafos. El negocio de la papelería prosperó, pero las solicitudes de empleo superaron con creces las demandas de la empresa. Junto a Jane Lewin, recaudó un fondo para ayudar a las niñas de clase media a emigrar, y a la cuestión de la emigración dedicó el resto de su vida.

### Emigración
Comenzó su labor de emigración en la década de 1860 acompañando a grupos de mujeres jóvenes de clase media a Nueva Zelanda y Australia. Fundó, en 1861, la Sociedad de Emigración de Mujeres de Clase Media, Female Middle class Emigration Society (absorbida desde 1884 en la Asociación de Emigración de Mujeres Británicas Unidas ).
En 1868, comenzó a llevar mujeres a Canadá para trabajar como empleadas domésticas. Luego se dedicó a los menores. Su hermana Elizabeth Rye dirigía el Little Gutter Girls' Home (Avenue House) en Peckham, también llamado Miss Rye's Emigration Home for Destitute Little Girls. Otras niñas procedían de la Escuela Industrial Kirkdale de Liverpool. Sin embargo, Maria Rye trabajó sobre todo con varias Juntas de Tutores para sacar a las pupilas de los sindicatos de pobres ingleses, que patrocinaban su emigración. Entre 1860 y 1868, jugó un papel decisivo en el envío de niñas de clase media y sirvientas domésticas a Australia, Nueva Zelanda y Canadá, y visitó estas colonias para formar comités de protección de los emigrantes.
En 1869, abrió Our Western Home, un hogar de acogida y distribución en Niagara-on-the-Lake, en el sur de Ontario. Fue inaugurado el 1 de diciembre de 1869. A esta casa, la señorita Rye reclutó a los niños de Peckham y, después de una formación adicional, fueron distribuidos en Canadá como sirvientes domésticos entre familias respetables, pero otros grupos fueron llevados a Nueva Brunswick, Nueva Escocia, Quebec y Estados Unidos. No se llevaron niños en 1875 y 1876 debido a las críticas sobre su funcionamiento. Entre 1869 y 1896, su agencia trajo a más de 3.500 niños, en su mayoría niñas. A partir de 1868, cuando entregó su negocio a abogados Lewin, Rye se dedicó exclusivamente a la emigración de niños pobres, o, en una frase que ella misma acuñó, a 'niños de la calle'. Después de visitar en Nueva York el Hogar de los Pequeños Vagabundos para la formación de niños abandonados para la vida de emigrantes que había fundado Van Meter, un ministro bautista de Ohio, decidió probar el sistema en Londres. Alentada por Anthony Ashley-Cooper, séptimo conde de Shaftesbury y el periódico The Times y con el apoyo financiero de William Rathbone VI, MP, en 1869 compró Avenue House, High Street, Peckham, y con sus dos hermanas menores. Cincuenta niñas de la escuela industrial Kirkdale, Liverpool, pronto fueron puestas bajo su cuidado y fueron entrenadas en economía doméstica  y siguieron cursos de instrucción general y religiosa. Posteriormente, se recibieron en Peckham a niños pobres de St. George's, Hanover Square, Wolverhampton, Bristol, Reading y otras ciudades. En 1891, Rye había encontrado hogares en Canadá para unos quinientos niños. Acompañó a cada grupo de emigrantes y visitó a los niños ya instalados allí. El trabajo continuó con gran éxito durante más de un cuarto de siglo e hizo mucho para disminuir los hábitos viciosos y el estigma del pauperismo. Lord Shaftesbury siguió siendo un partidario constante, y en 1884 Henry Petty-Fitzmaurice, quinto marqués de Lansdowne, entonces gobernador general de Canadá, elogió calurosamente los resultados de su sistema pionero, que Thomas John Barnardo y otros adoptaron y ampliaron posteriormente.
En 1895, debido a la tensión continua, Rye transfirió las dos instituciones en Peckham y Niagara con sus fondos a la Church of England Waifs and Strays Society (ahora The Children's Society). En su informe de despedida de 1895, afirmó que 4000 niños ingleses y escoceses que estaban en Canadá habían sido enviados desde su casa en Inglaterra.
En 1896, Rye se jubiló y se retiró con su hermana Elizabeth a 'Baconsthorpe', Hemel Hempstead, donde pasó el resto de su vida. Allí murió, después de cuatro años de sufrimiento, de cáncer intestinal el 12 de noviembre de 1903, y fue enterrada en el cementerio.